# Heinkel HD 24
Le Heinkel HD 24 est un hydravion d'entraînement conçu en Allemagne ) la fin des années 1920. Il s'agit d'un biplan à carlingue unique avec deux ailes non-échelonnées, de même envergure. Le fuselage était lié, à la fois aux ailes supérieure et inférieures avec un certain nombre d'entretoises sur les côtés, en plus des cabane strut traditionnelles. Le pilote et l'instructeur s'asseyaient en tandem, dans des cockpits ouverts et le train d'atterrissage consistait de deux pontons, ces derniers pouvant être remplacés par des roues ou des skis.
Heinkel présente deux HD 24 (ainsi que deux HD.5) dans la compétition allemande d'hydravions Seeflugwettbewerb en 1926. Un des HD.24 arrive troisième - seuls trois appareils parvenant à terminer la course et à passer avec succès tous les tests lors de la compétition de 11 jours -. À l'issue de la compétition, la DVS commandera 23 appareils, la Marine suédoise en commandera également plusieurs exemplaires. Ces derniers seront construits en Suède par Svenska Aero basés sur deux modèles fournis par Heinkel. Avant que les modèles suédois n'aient pu être livrés, l'Armée de l'air suédoise récupère la responsabilité de l'aviation navale suédoise et réceptionne les six exemplaires de l'avion produits dans le pays, les désignant sous le code Sk 4.
Un HD 24 est exporté en Chine et un autre est acquis par l'explorateur allemand Gunther Plüschow qui le nomme Tsingtau et l'utiliser lors de son expédition en Patagonie et Terre de Feu en 1927–1928. Son voyage fera l'objet d'un récit et d'un film documentaire Silberkondor über Feuerland. Une réplique grandeur nature du Tsingtau D1313 a été reconstituée à Puerto Madero, Buenos Aires, Argentine. Elle est aujourd'hui exposée à l'Aeroclub d'Ushuaïa, dans la province de Terre de Feu, Argentine. Une nouvelle réplique est en cours de construction pour être exposée à terme à El Calafate, Province of Santa Cruz, Argentine. Elle sera située dans le Glaciarium.

## Variantes
- Sk 4 - HD 24 pour la Suède avec un moteur Mercedes D.IIIa (2 construits par Heinkel, 4 par Svenska Aero) ;
  - Sk 4A - Sk 4 avec un moteur Junkers L5 (2 construits par Svenska Aero, plus 3 convertis à partir de Sk 4) ;
  - Sk 4B - Sk 4 avec un moteur Armstrong Siddeley Puma (3 convertis à partir de Sk 4).

## Opérateurs
Suède
- Armée de l'air suédoise
- Marine suédoise

## Sources et bibliographie
- (en) Michael J. H. Taylor, Jane's Encyclopedia of Aviation, Londres, Studio Editions, 1989, 498 p.